# Hilarographa eremnotorna
Hilarographa eremnotorna es una especie de polilla de la familia Tortricidae.
Fue descrita científicamente por Diakonoff & Arita en 1976.